# Онічень (Сучава)
Онічень, Онічені (рум. Oniceni) — село у повіті Сучава в Румунії. Входить до складу комуни Форешть.
Село розташоване на відстані 322 км на північ від Бухареста, 39 км на південний схід від Сучави, 87 км на захід від Ясс.

## Населення
За даними перепису населення 2002 року у селі проживали 1025 осіб, з них 1024 особи (99,9%) румунів. Рідною мовою 1024 особи (99,9%) назвали румунську.